# Mutmalspitze
Mutmalspitze – szczyt w Alpach Ötztalskich, części Centralnych Alp Wschodnich. Leży w Austrii w kraju związkowym Tyrol. Sąsiaduje z Hintere Schwärze i Similaun. Od południowego zachodu szczyt przykrywa lodowiec Marzellferner.
Szczyt można zdobyć drogami ze schroniska Martin-Busch-Hütte (2501 m). Pierwszego wejścia dokonali V. Kaltdorff, F. Senn i G. Spechtenhauser 28 lipca 1868 r.